# Вилете (Вербано-Кузио-Осола)
Вилете (итал. Villette) је насеље у Италији у округу Вербано-Кузио-Осола, региону Пијемонт.
Према процени из 2011. у насељу је живело 264 становника. Насеље се налази на надморској висини од 818 м.

## Становништво
| 1931. | 1936. | 1951. | 1961. | 1971. | 1981. | 1991. | 2001. | 2011. |
| ----- | ----- | ----- | ----- | ----- | ----- | ----- | ----- | ----- |
| 356   | 337   | 365   | 304   | 256   | 257   | 233   | 244   | 264   |